# Jason Read
Jason Read (* 24. Dezember 1977 in Flemington, New Jersey) ist ein ehemaliger US-amerikanischer Ruderer und Olympiasieger im Achter. 
Jason Read trat 1995 mit dem Vierer mit Steuermann bei den Junioren-Weltmeisterschaften an und erreichte als Sieger des B-Finales den siebten Platz. 1997 belegte er mit dem Vierer ohne Steuermann den zehnten Platz beim Nations-Cup, 1998 erhielt er mit dem Achter die Silbermedaille und 1999 siegte er mit dem Achter.
2001 siegte er mit dem US-Achter beim Ruder-Weltcup in New Jersey, bei den Weltmeisterschaften im gleichen Jahr belegte er mit dem US-Achter den vierten Platz. Bei den Weltmeisterschaften 2002 belegte er den zwölften Platz im Vierer ohne Steuermann. 2003 ruderte er beim Weltcup in Mailand zusammen mit Bryan Volpenhein im Zweier ohne Steuermann auf den fünften Platz. Bei den Weltmeisterschaften 2003, die auf der gleichen Strecke ausgetragen wurden, gewannen beide mit dem US-Achter die Silbermedaille hinter dem kanadischen Großboot. 2004 siegten Jason Read, Daniel Beery, Beau Hoopman und Bryan Volpenhein im Vierer ohne Steuermann bei der Weltcup-Regatta in Luzern. Bei der Olympiaregatta 2004 in Athen gehörten die vier Ruderer zum siegreichen US-Achter.
Nach zwei Jahren Pause belegte Jason Read zusammen mit Kyle Larson den achten Platz im Zweier ohne Steuermann bei den Weltmeisterschaften 2007. Bei seiner letzten Weltmeisterschaftsteilnahme 2010 in Neuseeland erreichte er mit dem US-Achter den sechsten Platz.